# Hyalophora nokomis
Hyalophora nokomis är en fjärilsart som beskrevs av Brodie 1884. Hyalophora nokomis ingår i släktet Hyalophora och familjen påfågelsspinnare. Inga underarter finns listade i Catalogue of Life.